# Paul Oswald Ahnert
Paul Oswald Ahnert (Chemnitz, 22 novembre 1897 – Sonneberg, 27 febbraio 1989) è stato un astronomo tedesco.
Divenne famoso nel suo paese per la pubblicazione del "Kalender für Sternenfreunde", un calendario annuale di eventi astronomici. 
Durante la prima guerra mondiale fu soldato semplice nell'esercito tedesco. Dopo la guerra divenne membro del Partito Socialdemocratico di Germania, SPD, opponendosi alla nascita del militarismo e al sentimento di rivalsa sostenuto dalla destra tedesca. Tra il 1919 e il 1933 lavorò come maestro elementare. Inoltre fu un notevole astronomo amatoriale, e nel 1923 pubblicò il suo primo articolo nella rivista scientifica Astronomische Nachrichten, riguardante le variabili a lungo periodo che aveva studiato dal suo osservatorio privato. 
Quando Hitler divenne Cancelliere nel 1933, il regime nazista rimosse Ahnert dal suo incarico. Fu arrestato ed imprigionato per alcuni mesi in un campo di concentramento. Dopo il rilascio, dovette guadagnarsi da vivere con lavori occasionali. Nel 1938 ebbe un colpo di fortuna; infatti Cuno Hoffmeister lo invitò all'Osservatorio Sonneberg, dove lavorò durante la seconda guerra mondiale come assistente osservatore in una ricerca a lungo termine e a un programma di osservazioni di campo. 
Dopo la guerra incontrò l'astronoma Eva Rohlfs a Sonneberg, e la sposò nel 1952. Il matrimonio durò soltanto due anni, perché Eva morì nel 1954 a 41 anni. Durante gli  anni cinquanta Ahnert divenne un astronomo di fama internazionale, e fece importanti osservazioni sulle stelle variabili e sull'attività solare. 
Ricevette un dottorato onorario in astrofisica all'Università di Jena nel 1957. Il suo nome divenne noto in Germania quando iniziò a pubblicare il calendario astronomico, il cui primo volume fu stampato nel 1949, e che continuò ad uscire per oltre 40 anni, fino a che Anhert non si ritirò, ormai novantenne, lasciando il lavoro in mani più giovani. Morì a 91 anni. 
L'asteroide 3181 Ahnert porta il suo nome.
| Controllo di autorità | VIAF (EN) 42237179 · ISNI (EN) 0000 0001 2278 8968 · LCCN (EN) n2020033899 · GND (DE) 102699216 · CONOR.SI (SL) 178417763 |